# Instituto de Biología Evolutiva
El Instituto de Biología Evolutiva (IBE) es un centro de investigación mixto de la Universidad Pompeu Fabra (UPF) y el Consejo Superior de Investigaciones Científicas (CSIC) fundado en 2008.
La investigación que desarrolla el IBE se centra en el estudio de los procesos y mecanismos de generación y mantenimiento de la biodiversidad y su conservación. Se trata de uno de los retos científicos más importantes del siglo XXI, como lo demuestran nuevas iniciativas globales para secuenciar los genomas de todas las especies conocidas y descubrir el 80 por ciento restante de las especies actualmente desconocidas, incluyendo el Earth Biogenome Project.
Para hacer frente a este reto global se requiere de los métodos y conceptos de la biología evolutiva; en particular, la comprensión de las bases de las diferencias entre organismos, tanto entre especies como dentro de las mismas, y de cómo estas diferencias producen funcionamientos e interacciones nuevas, que permitirán determinar los mecanismos básicos de la vida y situar la biodiversidad en un marco evolutivo robusto.
Con este objetivo, la investigación del IBE emplea las nuevas herramientas disponibles, experimentales y computacionales, para comprender el funcionamiento básico de la vida, descubrir los mecanismos de generación de innovaciones biológicas y preservar la biodiversidad y promover su gestión de manera sostenible.
El IBE es el único centro de investigación de Cataluña y del resto del Estado que se dedica íntegramente a la biología evolutiva, y es un referente en este campo en el sur de Europa.
En el IBE trabajan más de ciento treinta personas, repartidas entre los edificios vecinos del Parque de Investigación Biomédica de Barcelona (PRBB) y del Centro Mediterráneo de Investigaciones Científicas (CMIMA).

## Organización
La actividad científica del IBE se organiza en 5 programas de investigación interrelacionados:
- Biodiversidad y evolución animal
- Genómica Comparativa y Computacional
- Genómica funcional y evolución
- Genética de las poblaciones
- Sistemas complejos

### Patronato
El máximo órgano de gobierno del IBE es su patronato, compuesto por dos representantes de ambas instituciones colaboradoras (CSIC-UPF).
Luis Calvo
Coordinador Institucional del CSIC en Cataluña
David Comas
Director del Departamento de Ciencias Experimentales y de la Salud de la UPF
Rosina López-Alonso
Vicepresidenta de Relaciones Internacionales y Organización del CSIC
Luis Martí Marmol
Vicerrector de Proyectos de Innovación de la UPF
En julio del año 2008, el Dr. Xavier Bellés fue escogido director del IBE. En febrero de 2017 le sucedió en el cargo el Dr. Tomàs Marquès-Bonet como director del centro. Desde mayo de 2020 dirige el IBE el Dr. Salvador Carranza.

## Investigadores destacados
- Xavier Bellés Ros
- Jaume Bertranpetit Busquets
- Elena Bosch Fusté
- Francesc Calafell Majó
- Salvador Carranza Gil Dolz Del Castellar
- Elena Casacuberta Suñer
- José Castresana Villamor
- David Comas Martínez
- Javier del Campo
- Rosa Fernandez
- Xavier Antoni Franch Marro
- Josefa González Pérez
- Carles Lalueza Fox
- José Luis Maestro Garriga
- Tomàs Marquès Bonet
- David Alejandro Martin Casacuberta
- Arcadi Navarro Cuartiellas
- Maria Dolors Piulachs Bagà
- Daniel Joseph Richter
- Iñaki Ruiz Trillo
- Ricard Solé Vicente
- Luc Steels
- Sergi Valverde Castillo
- Roger Vila Ujaldón